# Mona Lisas and Mad Hatters (Part Two)
Mona Lisas and Mad Hatters (Part Two) è un brano composto ed interpretato dall'artista britannico Elton John; il testo è di Bernie Taupin.

## Il brano
La canzone proviene dall'album del 1988 Reg Strikes Back (ne costituisce la terza traccia); il testo costituisce il proseguimento logico della prima Mona Lisas and Mad Hatters (proveniente dall'LP del 1972 Honky Château), parlando anch'esso di New York. Musicalmente parlando, invece, il brano è completamente differente dal precedente omonimo: la melodia, più complessa, mette in evidenza un tempo e un arrangiamento differenti; inoltre, presenta diversi cambi di tonalità. Elton è impegnato alle tastiere, accompagnato da Davey Johnstone alle chitarre, David Paton al basso e Charlie Morgan alla batteria. Mentre Fred Mandel si esibisce al sintetizzatore, Dee Murray e Nigel Olsson si cimentano ai cori insieme a Johnstone. È presente anche Freddie Hubbard alla tromba e al flicorno. Al minuto 2:48, Elton e i coristi esclamano "Beep beep, beep beep, yeah!", omaggiando il brano dei Beatles Drive My Car.
Mona Lisas and Mad Hatters (Part Two) fu commercializzata come singolo subito dopo A Word in Spanish, ma non ebbe successo e non raggiunse alcuna posizione in classifica. Ciò nonostante, fu parte integrante delle scalette dei live di Elton dal 1989 al 1993 insieme alla prima Mona Lisas (come mostra chiaramente il Live in Barcelona del 1992). Del brano esistono anche delle versioni remix pubblicate su un raro 12" americano, una delle quali è stata pubblicata come traccia bonus nella versione rimasterizzata dell'album di provenienza (1998).

## Formazione
- Elton John: voce, tastiere
- Davey Johnstone: chitarre, cori
- David Paton: basso
- Fred Mandel: sintetizzatore
- Charlie Morgan: batteria
- Dee Murray: cori
- Nigel Olsson: cori
- Freddie Hubbard: tromba e flicorno